# Escudo de la Ciudad de Buenos Aires
El escudo de la Ciudad de Buenos Aires es el escudo oficial que utilizan las diferentes áreas y dependencias del Gobierno de la Ciudad Autónoma de Buenos Aires. Básicamente el escudo representa las dos fundaciones de Buenos Aires (con los navíos)  y la protección del Espíritu Santo (mediante la paloma); hasta el año 2012 contaba también con un ancla que representaba su condición de puerto y fondeadero. No debe confundirse este escudo con el de armas de la ciudad, el cual está presente en la bandera.
En 1972 la Municipalidad de la Ciudad de Buenos Aires comenzó a utilizar una versión altamente estilizada del escudo, pensada para su reproducción gráfica en forma masiva, como parte del Plan Visual de Buenos Aires del intendente Montero Ruiz. En los años siguientes existió un criterio errático, variando entre el diseño del Plan Visual y distintas representaciones del escudo oficial. En 1997, tras un concurso, se creó un logo para la ciudad basado en el escudo. Inicialmente hubo mucha confusión puesto que por un error se habló de escudo, pero luego fuentes oficiales se encargaron de aclarar que era sólo un logo y el escudo de la ciudad permanecía idéntico. El logo es una versión abstracta y estilizada del escudo, bicromática (figuras claras).
En noviembre del 2012, la Legislatura porteña aprobó una ley que modificó y restituyó el formato original del escudo. El nuevo símbolo consiste en una versión depurada del aprobado el 7 de julio de 1856 por el Consejo Municipal de Buenos Aires y que recibió sanción definitiva por Ordenanza del 3 de diciembre de 1923. Se trata de un óvalo con la imagen del Río de la Plata, dos naves que simbolizan las dos fundaciones de la Ciudad, y una paloma blanca, con sus alas abiertas sobre el cielo.

## Escudos históricos
| |
| Armas de Juan de Garay, utilizada como escudo de la ciudad en tiempos coloniales, recogida en la actual bandera de la Ciudad. |

| |
| Primer escudo de armas propio de la ciudad de Buenos Aires de 1649 donde todavía no figuran los navíos que se añaden en 1744. |

|                                                                                        |
| Segundo escudo de armas desde 1744, con el añadido de los navíos. Fue usado hasta 2012 |

| |
| Sello del Gobierno de la Ciudad de Buenos Aires (2003 a 2006) que sirvió de inspiración para el actual escudo. |